# Pezicula
Pezicula is een geslacht van schimmels behorend tot de familie Dermateaceae. De typesoort is Pezicula carpinea.

## Soorten
Volgens Index Fungorum telt het geslacht 95 soorten (peildatum maart 2023):
| Soortnaam                                      | Auteur(s)                                    | Publicatiejaar |
| ---------------------------------------------- | -------------------------------------------- | -------------- |
| Pezicula abietina                              | (Auersw.) U. Braun & Bensch                  | 2021           |
| Pezicula acericola (Esdoornschorsbekertje)     | (Peck) Peck ex Sacc. & Berl.                 | 1885           |
| Pezicula acerina                               | (Fr.) P. Karst. & Har.                       | 1890           |
| Pezicula aesculea                              | Kirschst.                                    | 1944           |
| Pezicula alni                                  | (Fuckel) Rehm                                | 1912           |
| Pezicula alnicola                              | J.W. Groves                                  | 1940           |
| Pezicula amoena (Fraai schorsbekertje)         | Tul. & C. Tul.                               | 1865           |
| Pezicula aterrima                              | Fuckel                                       | 1870           |
| Pezicula australis                             | (Rehm) Boud.                                 | 1907           |
| Pezicula bambusina                             | Petr.                                        | 1950           |
| Pezicula betulae                               | (Rehm) Rehm                                  | 1912           |
| Pezicula brenckleana                           | Seaver                                       | 1951           |
| Pezicula brunnea                               | (Sigler) P.R. Johnst.                        | 2014           |
| Pezicula californiae                           | (Cheew., Denman & Crous) P.R. Johnst.        | 2014           |
| Pezicula carnea                                | (Cooke & Ellis) Rehm                         | 1912           |
| Pezicula carpinea (Beukenschorsbekertje)       | (Pers.) Tul. ex Fuckel                       | 1870           |
| Pezicula chiangraiensis                        | Ekanayaka & K.D. Hyde                        | 2016           |
| Pezicula cinereofusca                          | (Schwein.) Sacc.                             | 1892           |
| Pezicula cinnamomea (Geel schorsbekertje)      | (DC.) Sacc.                                  | 1889           |
| Pezicula conigena                              | (W. Phillips) Sacc.                          | 1889           |
| Pezicula corni                                 | Petr.                                        | 1922           |
| Pezicula cornicola                             | Seaver                                       | 1937           |
| Pezicula cornina                               | (Peck) P.R. Johnst.                          | 2014           |
| Pezicula corticola (Perenschorsbekertje)       | (C.A. Jørg.) Nannf.                          | 1932           |
| Pezicula coryli                                | (Tul.) Tul. & C. Tul.                        | 1865           |
| Pezicula corylina                              | J.W. Groves                                  | 1938           |
| Pezicula crataegi                              | Auersw. ex Fuckel                            | 1874           |
| Pezicula crataegicola                          | (E.J. Durand) J.W. Groves                    | 1946           |
| Pezicula dennisii                              | D. Hawksw.                                   | 1976           |
| Pezicula dissepta                              | Tul. & C. Tul.                               | 1865           |
| Pezicula diversispora                          | (Robak) P.R. Johnst.                         | 2014           |
| Pezicula ellipsoides                           | H.D. Zheng & W.Y. Zhuang                     | 2022           |
| Pezicula endophytica                           | X.Y. Ma, K.D. Hyde & J.C. Kang               | 2021           |
| Pezicula ericae                                | (Sigler) P.R. Johnst.                        | 2014           |
| Pezicula eucalypti                             | Korf & Iturr.                                | 1997           |
| Pezicula eucalyptigena                         | Crous                                        | 2019           |
| Pezicula eucrita (Dennenschorsbekertje)        | (P. Karst.) P. Karst.                        | 1871           |
| Pezicula eximia                                | Rehm                                         | 1913           |
| Pezicula fagacearum                            | Chen Chen, Verkley & Crous                   | 2016           |
| Pezicula frangulae (Vuilboomschorsbekertje)    | (Fr.) Fuckel                                 | 1870           |
| Pezicula fusispora                             | W.Y. Zhuang & H.D. Zheng                     | 2022           |
| Pezicula gamensis                              | Kirschst.                                    | 1938           |
| Pezicula grovesii                              | Wehm.                                        | 1940           |
| Pezicula guttiformis                           | Speg.                                        | 1889           |
| Pezicula hamamelidis (Toverschorsbekertje)     | J.W. Groves & Seaver                         | 1939           |
| Pezicula herminiera                            | (Rabenh.) Sacc.                              | 1889           |
| Pezicula heterochroma                          | Verkley                                      | 1999           |
| Pezicula houghtonii                            | (W. Phillips) J.W. Groves                    | 1946           |
| Pezicula ilicina                               | Kirschst.                                    | 1944           |
| Pezicula italica                               | W.J. Li, Camporesi & K.D. Hyde               | 2020           |
| Pezicula juniperina                            | (Wagner) Rehm                                | 1912           |
| Pezicula laricicola                            | Fuckel                                       | 1870           |
| Pezicula linda                                 | Korf                                         | 1978           |
| Pezicula livida                                | (Berk. & Broome) Rehm                        | 1878           |
| Pezicula magnispora                            | Z.H. Zhong & Zheng Wang                      | 2001           |
| Pezicula majuscula                             | Speg.                                        | 1909           |
| Pezicula melanigena                            | (T. Kowalski & Halmschl.) P.R. Johnst.       | 2014           |
| Pezicula melastomatis                          | Rehm                                         | 1911           |
| Pezicula microspora                            | Chen Chen, Verkley & Crous                   | 2016           |
| Pezicula minuta                                | Peck                                         | 1887           |
| Pezicula myrtillina                            | (P. Karst.) P. Karst.                        | 1871           |
| Pezicula neocinnamomea                         | Chen Chen, Verkley & Crous                   | 2016           |
| Pezicula neoheterochroma                       | Chen Chen, Verkley & Crous                   | 2016           |
| Pezicula neosporulosa                          | Z.L. Yuan & Verkley                          | 2014           |
| Pezicula ocellata (Oranje oogbekertje)         | (Pers.) Seaver                               | 1951           |
| Pezicula olivascens                            | (Rehm) Seaver                                | 1951           |
| Pezicula pallidula                             | (Cooke) Rehm                                 | 1912           |
| Pezicula philadelphi                           | (Schwein.) Sacc.                             | 1889           |
| Pezicula plantarium                            | Wollenw.                                     | 1938           |
| Pezicula platensis                             | Speg.                                        | 1909           |
| Pezicula polygona                              | (Fuckel) Nannf.                              | 1992           |
| Pezicula populea                               | Hazsl.                                       | 1887           |
| Pezicula populi                                | (G.E. Thomps.) Seaver                        | 1951           |
| Pezicula pruinosa                              | Farl.                                        | 1922           |
| Pezicula pseudocinnamomea                      | Chen Chen, Verkley & Crous                   | 2016           |
| Pezicula puberula                              | (E.J. Durand) Verkley                        | 1999           |
| Pezicula pulveracea                            | Hazsl.                                       | 1887           |
| Pezicula querciphila                           | (S.C. Lynch, Eskalen & Zambino) P.R. Johnst. | 2014           |
| Pezicula radicicola                            | (Kowalski & Bartnik) P.R. Johnst.            | 2014           |
| Pezicula rhizophila                            | (Verkley & J.D. Zijlstra) P.R. Johnst.       | 2014           |
| Pezicula rhododendri                           | Remler                                       | 1980           |
| Pezicula rosella                               | (Rehm) Rehm                                  | 1912           |
| Pezicula rostrupii                             | G. Johans.                                   | 1949           |
| Pezicula rubens                                | (Sacc. & Roum.) Rehm                         | 1912           |
| Pezicula rubi (Bramenschorsbekertje)           | (Lib.) Niessl                                | 1876           |
| Pezicula salicacearum                          | Kirschst.                                    | 1941           |
| Pezicula scoparia                              | (Cooke) Dennis                               | 1960           |
| Pezicula sepium (Meidoornschorsbekertje)       | (Desm.) Dennis                               | 1964           |
| Pezicula spicata                               | Ellis & Everh.                               | 1898           |
| Pezicula spiculata                             | Seaver                                       | 1933           |
| Pezicula sporulosa (Veelsporig schorsbekertje) | Verkley                                      | 1999           |
| Pezicula stipitata                             | G. Johans.                                   | 1949           |
| Pezicula subcarnea                             | J.W. Groves                                  | 1941           |
| Pezicula tasmanica                             | W.Y. Zhuang & Korf                           | 1988           |
| Pezicula viridiatra                            | Sacc.                                        | 1889           |